# Lagunas Rubias
Lagunas Rubias es un despoblado que pertenece al municipio de Aldenueva de Figueroa, comarca de La Armuña, provincia de Salamanca. Según los datos del INE, mantiene la población de un habitante, que recuperó en el año 2014, previamente a ese año estaba completamente despoblado. La situación de despoblamiento se mantiene desde hace siglos, ya que según el Diccionario de Pascual Madoz, a mediados del siglo XIX esta alquería ya solo contaba con la población de un vecino y seis almas. En sus inmediaciones se encuentran los restos arqueológicos del Castillo de Lagunas Rubias, construido en los siglos XII-XIII, para defender la frontera oriental del Reino de León frente a los ataques del Reino de Castilla. La Unión del Pueblo Leonés (UPL), mediante una proposición no de Ley, pidió en las Cortes autonómicas de Castilla y León llevar a cabo una excavación arqueológica. Tras el debate en la Comisión de Cultura, Turismo y Deportes, en otoño de 2023, la iniciativa fue rechazada por el voto en contra de VOX y el PP.

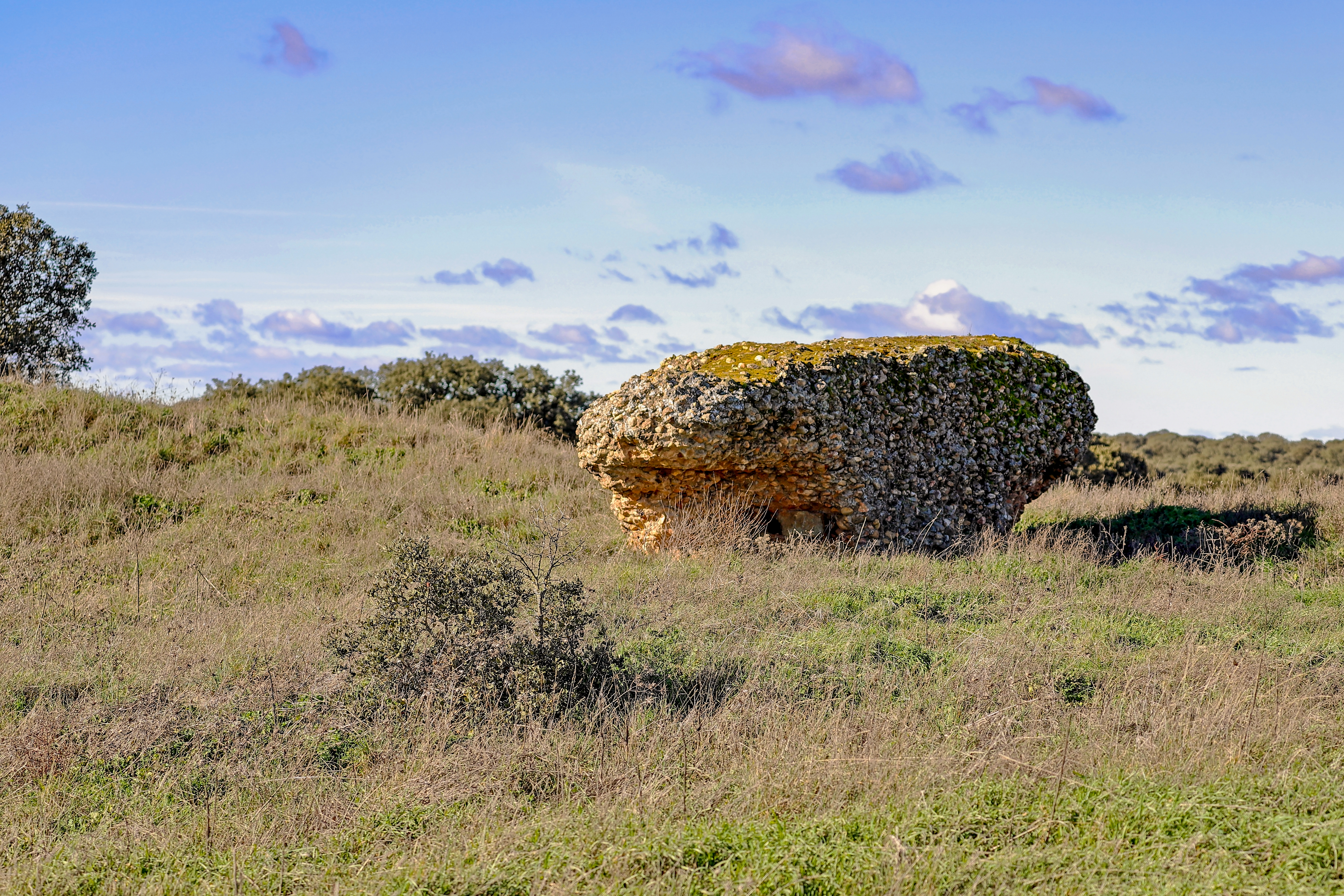
Ruinas del Castillo de Lagunas Rubias

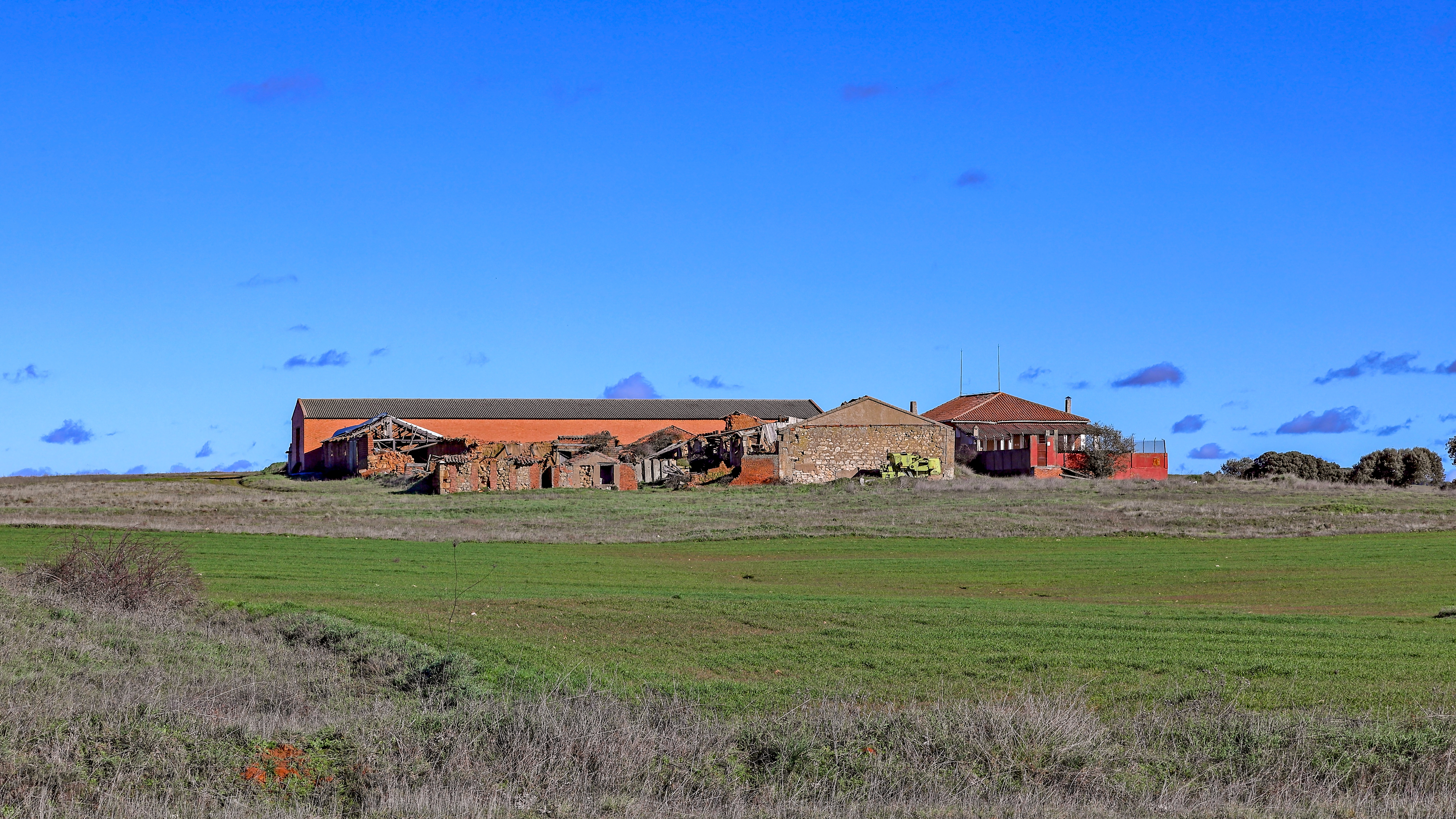
Alquería